# 763-й истребительный авиационный полк
763-й истребительный авиационный полк ПВО (763-й иап ПВО) — воинская часть авиации войск Противовоздушной обороны Вооружённых Сил СССР (ПВО), выполнявшая задачи противовоздушной обороны.

## Наименования полка
- 763-й истребительный авиационный полк ПВО
- войсковая часть 40372

## История
Истребительный авиационный полк начал формироваться на аэродроме Большое Савино близ Перми. Личный состав на укомплектование полка прибыл из частей истребительной авиации ПВО страны. Формирование полка начал подполковник И. З. Галиулин. В дальнейшем формирование продолжил подполковник А. Е. Гребенников, вступивший в командование полком. Формирование полка, вошедшего в состав истребительной авиационной дивизии ПВО Уральского района, было закончено 7 ноября 1952 года. Эта дата в ознаменование дня сформирования полка установлена годовым праздником.
С 17 марта 1953 года в 763-й истребительный авиационный полк начали поступать на вооружение боевые самолёты МиГ-15. 5 июля 1953 года командующим войсками ПВО Уральского района полку было вручено Боевое Знамя части.
С 1 октября 1955 года одна авиационная эскадрилья полка перешла на новую штатную организацию в связи с предстоящим перевооружением её на самолёты Як-25.
С 1 января 1958 года полк отнесён в первую линию и именуется 763-й истребительный авиационный полк первой линии. Назначение его — защита северных рубежей страны.
В 1962 году был основан посёлок Комсомольский (нынешнее название «Югорск» город получил в июле 1992 года). Недалеко расположилось место дислокации полка — Югорск-2.
Полк расформирован в мае 1998 года

## Командир полка
- подполковник И. З. Галиулин
- подполковник А. Е. Гребенников
- полковник В. М. Сапроненков

| МиГ-23 | Як-28 | МиГ-31 |

## Самолёты на вооружении
| Период            | Самолёты          |
| ----------------- | ----------------- |
| 1952 — 1953       | Як-9              |
| 17.03.1953 — 1957 | МиГ-15бис         |
| 01.10.1955 — 1966 | Як-25 (первая аэ) |
| 1957 — 1966       | МиГ-17            |
| 04.1966 — 1983    | Як-28П            |
| 15.03.1983 — 1998 | МиГ-31            |